# The Rest of Us
The Rest of Us (bra: Amigas Improváveis) é um filme de 2019 dirigido por Aisling Chin-Yee. É estrelado por Heather Graham como uma mãe solteira (para a personagem de Sophie Nélisse), que relutantemente aceita a segunda esposa de seu ex-marido e sua filha (interpretada por Jodi Balfour e Abigail Pniowsky) como hóspedes após sua morte prematura, deixando sua nova família desabrigada. Ele estreou no Festival Internacional de Cinema de Toronto de 2019 , e foi adquirido pela levelFILM para distribuição canadense. No Brasil, foi lançado pela Mares Filmes em VOD em 15 de abril de 2021.

## Elenco
- Heather Graham - Cami Hayes
- Sophie Nélisse - Aster
- Abigail Pniowsky - Talulah
- Jodi Balfour - Rachel
- Charlie Gillespie - Nathan
- Tameka Griffiths - Gabby

## Recepção
No agregador de críticas Rotten Tomatoes, que categoriza as opiniões apenas como positivas ou negativas, o filme tem um índice de aprovação de 92% calculado com base em 12 comentários dos críticos.
Sheri Linden, do Hollywood Reporter, elogiou o filme como "bem escrito e tocado com sensibilidade". Norman Wilner da NOW Magazine chamou de "um pequeno e delicado drama - talvez muito pequeno, já que o tempo de execução de 80 minutos tem o efeito de comprimir certas batidas emocionais", mas concluiu: "Não é uma coisa ruim quando um filme deixa você desejando que fosse mais longo."